# Stadthalle Graz
Stadthalle Graz – hala widowiskowo-sportowa w Grazu, w Austrii. Została otwarta 6 października 2002 roku. Koszt budowy wyniósł 38,3 mln €, z czego 60% kwoty pokryto z budżetu Styrii, a 40% ze środków miasta Graz. Głównym architektem hali był Klaus Kada.
Hala znajduje się na terenie kompleksu budynków miejskich targów (Messe Graz) i jest z nimi połączona. Obiekt służy do organizacji różnych imprez, kongresów, widowisk, koncertów czy wydarzeń sportowych. Charakterystycznym elementem obiektu jest zadaszenie, które od strony głównego wejścia wychodzi poza obrys areny, przykrywając także przestrzeń przed wejściem i znajdujący się tam przystanek tramwajowy. W zależności od konfiguracji, hala może pomieścić różną liczbę gości, maksymalnie jest to 14 520 osób, ale np. w przypadku organizacji zawodów sportowych, przy ustawieniu trybun z miejscami siedzącymi, ich pojemność wyniesie 5561 widzów.
Z wydarzeń sportowych, jakie odbywały się w hali, do najważniejszych należy organizacja części spotkań mistrzostw Europy w piłce ręcznej w latach 2010 oraz 2020.